# Distretto di Unnao
Il distretto di Unnao è un distretto dell'Uttar Pradesh, in India, di 2 700 426 abitanti. È situato nella divisione di Lucknow e il suo capoluogo è Unnao.